# Тіка Самптер
Юфемія Латіке (Тіка) Самптер (англ. Euphemia LatiQue 'Tika' Sumpter; 20 червня 1980) — американська акторка, продюсерка та режисерка. 

## Життєпис
Народилася у Квінзі, район Нью-Йорка. У старшій середній школі Лонгвуд у Міддл-Айленді, штат Нью-Йорк, була чирлідеркою. Після школи навчалася в коледжі Мерімонт на Мангеттені, де здобула спеціальність у галузі комунікацій.
8 жовтня 2016 року народила дочку Еллу-Лорен. У січні 2017 року Самптер оголосила, що заручена зі своїм колегою по серіалу «Багаті та бідні» Ніколасом Джеймсом. Пара одружилася 2022 року.

## Кар'єра
Розпочала свою кар'єру як ведуча телешоу «Побачення найкращого друга» (Best Friend's Date). 
З 2005 по 2010 рік з'явилася в денній мильній опері «Одне життя, щоби жити» (One Life to Live). 
У 2010 році вона дебютувала у фільмі «Братство танцю. Повернення додому» (Stomp the Yard: Homecoming), а пізніше зіграла ролі другого плану у фільмі «Скільки у тебе?» (What's Your Number?, 2011), «Спаркл» (Sparkle, 2012) і «Різдво Медеї» (A Madea Christmas, 2013).
З 2013 по 2021 рік Самптер грала Кендіс Янг у мильній опері каналу OWN «Багаті та бідні» (The Haves and the Have Nots). За цей час вона знялася в комедійному бойовику «Шалений патруль» (Ride Along, 2014) та його продовженні «Шалений патруль 2» (Ride Along 2, 2016), біографічній драмі «Король соулу: Джеймс Брау» (Get On Up, 2014), кримінальній драмі «Старий та рушниця» (The Old Man & the Gun, 2018) та романтична комедія «Нема дурних» (Nobody's Fool, 2018). У 2016 році вона стала продюсером фільму і зіграла роль Мішель Обами в біографічній романтичній драмі «Саутсайд з тобою» (Southside with You), яка отримала премію NAACP Image Award як найкраща кіноактриса.
З 2019 по 2021 рік вона знімалася в комедійному серіалі ABC «Змішані» (Mixed-ish). Пізніше втілила Медді Вачовскі в комедійному бойовику «Їжак Сонік» (Sonic the Hedgehog, 2020), його продовженні 2022 року.
У 2023 році Самптер дебютувала як режисер з короткометражним фільмом Night Off, прем'єра якого відбулася на кінофестивалі Sundance 2023. У неї була повторювана роль у другому сезоні комедійного серіалу Starz Run the World. Вона зіграла зі Снуп Доггом у спортивній комедії The Underdoggs, яка вийшла 26 січня 2024 року на MGM.

## Особисте життя
8 жовтня 2016 року Самптер народила дочку Еллу-Лорен. У січні 2017 року Самптер оголосила, що вона заручена зі своїм колегою по серіалу «Багаті та бідні» Ніколасом Джеймсом. Пара одружилася у 2022 році. 

## Основна фільмографія

### Акторка
- 2010 — Братство танцю 2 / Ніккі
- 2006—2011 — Одне життя, щоби жити / Лейла Вільямсон (239 епізодів)
- 2011 — Пліткарка / Рейна Торп (11 епізодів)
- 2011 — Скільки у тебе? / Джеймі
- 2011—2012 — Гра / Дженна Райс (10 епізодів)
- 2012 — Спаркл / Долорес
- 2013 — Різдво Медеї / Лейсі
- 2014 — Шалений патруль / Енджела Пейтон
- 2014 — Король соулу: Джеймс Браун / Івонн Феєр
- 2016 — Шалений патруль 2 / Енджела Пейтон
- 2016 — Саутсайд з тобою / Мішель Робінсон (Обама)
- 2018 — Старий та рушниця / Морін
- 2018 — Нема дурних / Даніка
- 2020 — Їжак Сонік / Медді Вачовскі
- 2019—2021 — Змішані / Еліша Джонсон
- 2018—2021 — Останній Рубіж / Квін Ергон (36 епізодів)
- 2013—2021 — Багаті та бідні / Кендіс Янг (213 епізодів)
- 2022 — Їжак Сонік 2 / Медді Вачовскі
- 2024 — Аутсайдери / Шеріз